# Лагунитас-Форест Нолс
Лагунитас-Форест Нолс (Lagunitas-Forest Knolls) е населено място в окръг Марин, в района на залива на Сан Франциско, щата Калифорния, Съединените американски щати.
Населението му е 1835 жители (2000). Общата площ, изцяло суша, е 11 км² (4,3 мили²),
1. ↑  data.census.gov //   Посетен на 1 януари 2022 г.